# Cerkiew św. Eliasza w Voskopojë
Cerkiew Świętego Eliasza (alb. Kisha e Shëndëlliut) – prawosławna cerkiew w Voskopojë w Albanii. 
Zbudowana  w 1751 jako ostatnia w okresie największego rozkwitu Moskopole. Usytuowana obok drogi karawan do Berati. Był częścią klasztoru, który kiedyś w tym miejscu istniał.
Narteks był usytuowany w zachodniej stronie cerkwi, a arkady z południowej. Obie części świątyni zostały zniszczone w czasie trzęsienia ziemi w 1960 i nigdy nie zostały odbudowane. Podwórze świątyni było otoczone kamiennym murem, z którego w chwili obecnej pozostały tylko nieliczne fragmenty. Wejście na teren obiektu sakralne znajdowało się w kamiennej dzwonnicy, która stanowiła część ogrodzenia. Jako jedyna w Voskopojë cerkiew posiada drewniany dach. Podłoga położona jest około 1,5 metra poniżej terenu gruntu. Cerkiew nie została ozdobiona freskami, z wyjątkiem niewielkich fragmentów ścian absydy.
W 1963 obiekt został wpisany na listę religijnych zabytków kulturowych Albanii (Objekte fetare me statusin Monument Kulture).